# (1373) Цинциннати
(1373) Цинциннати (англ. 1373 Cincinnati, ранее 1935 QN) — астероид на орбите типа кометы, принадлежит области Кибелы и находится во внешней части пояса астероидов. Диаметр объекта составляет около 20 км. Единственный астероид, открытый Эдвином Хабблом при наблюдении далёких галактик в обсерватории Маунт-Вилсон в Калифорнии 30 августа 1935 года. Почти сферический астероид класса X, обладает периодом вращения 5,3 часа. Назван в честь обсерватории Цинциннати.

## Орбита и классификация
Цинциннати обращается вокруг Солнца во внешней части пояса астероидов на расстоянии 2,3-4,5 а. е. с периодом 6 лет и 4 месяца (2311 дней; большая полуось орбиты равна 3,42 а. е.). Орбита обладает эксцентриситетом 0,31 и наклоном 39° относительно плоскости эклиптики. Дуга наблюдения объекта начинается с официального открытия в августе 1935 года.
Цинциннати не принадлежит какому-либо семейству, находится в области орбиты Кибелы на границе пояса астероидов за пробелом Гекубы. Вследствие высокого наклона, в отличие от остальных астероидов семейства Кибелы Цинциннати находится выше векового резонанса ν6 с Сатурном. Большой наклон и эксцентриситет астероида также приводят к значению параметра Тиссерана (TJupiter) около 2.719, что свидетельствует о нахождении объекта на кометной орбите, поскольку TJupiter не превышает 3.

## Название
Малая планета была названа в честь обсерватории Цинциннати, сотрудники которой осуществили большую часть вычислений параметров орбиты. Официально название было опубликовано Центром малых планет до ноября 1977 года (M.P.C. 2116).

## Физические характеристики
По спектральной классификации астероидов SMASS Цинциннати относится к классу Xk, переходному классу между X и K, по данным Wide-field Infrared Survey Explorer объект относится к металлическим астероидам класса M. В 2014 году Цинциннати являлся одним из трёх астероидов семейства Кибелы, для которых был определён спектральный класс; другие два — (522) Хельга и (692) Гипподамия, астероиды класса X и S.:3

### Период вращения
В январе 2018 года по данным фотометрических наблюдений Хенка де Гроота была получена кривая блеска астероида. Анализ кривой блеска привёл к оценке периода вращения астероида 5,2834 ± 0,0002 часа при амплитуде блеска 0,10 звёздной величины. Малая амплитуда блеска показывает, что астероид является скорее сферическим, чем вытянутым.
Другие определения периода выполнялись французским астрономом-любителем Рене Роем (5,274 ч; Δ0.21 mag) в августе 2004 года. Две другие кривые блеска были получены Брайаном Уорнером в обсерватории Палмер-Дивайд в Колорадо, США в августе 2004 года и августе 2010 года, оценки периода составили 4,930 и 5,28 часов при амплитуде блеска 0,11 и 0,14 звёздной величины соответственно.

### Диаметр и альбедо
Согласно обзорам, проводимым в рамках миссии NEOWISE телескопа WISE, Цинциннати обладает диаметром от 19,4 до 19,8 км, альбедо поверхности составляет 0,15-0,16, но по данным японского спутника Akari диаметр равен 22,16 км при альбедо 0,12. В базе данных Collaborative Asteroid Lightcurve Link указано стандартное значение альбедо для углеродных астероидов 0,057, оценка диаметра равна 27,9 км при абсолютной звёздной величине 11,5.